# EAST END×YURI
EAST END×YURI（イーストエンド プラス ユリ）は、日本のラップ・ユニット。

## 来歴

### 1994年
2月、東京パフォーマンスドールの市井由理の友人だったEAST ENDが、市井の新宿シアターアプルで行われたライブにゲスト出演。現地で観ていたファイルレコード社長・佐藤善雄の鶴の一声で「EAST END×YURI」を結成。
6月、デビュー・ミニ・アルバム『denim-ed soul』をリリース。レコード発売記念ライブを西麻布YELLOWで行う。
8月、『denim-ed soul』から、1st Single『DA.YO.NE』をエピックレコードジャパンよりシングルカット。当初のセールスは不調。NORTH WAVEとタワーレコード札幌店の強力プッシュにより、まず北海道で『DA.YO.NE』がブレイクする。その後、広島・九州・仙台・関西などの地方で人気が上がる（その後、カバーでこれらの地方バージョンが発売される）。最終的にミリオンセラーを記録、最高位3位を獲得。「英語以外のラップによるCD売上記録」としてギネスブックに掲載された。

### 1995年
2月、ユニットとして2nd Single　『MAICCA〜まいっか』を発売。初登場3位。「DA.YO.NE」と共にベストテンにチャートインし、共に新語・流行語大賞にノミネートされた。この時点でROCK-Teeが方向性の違いにより脱退。
4月、3rd Single『いい感じ やな感じ』発売。
6月、初のフル・アルバムで2枚目のアルバム『denim-ed soul 2』発売。グループセールスが合わせて400万枚を突破。
7月、『denim-ed soul 2』より、4th Single『何それ』をシングルカット。
12月、5th Single『ね』発売。大晦日、第46回NHK紅白歌合戦に出場（ヒップホップグループとして初めて）。

### 1996年
5月、6th Single『日曜の朝の早起き』発売。その後、ユニット活動は消滅。

### 2022年
9月18日、GAKU-MCが所属する音楽ユニット・ウカスカジーのライブにシークレットゲストとして出演。26年振りにパフォーマンスを行った。

## メンバー
- GAKU  - MC担当。
- YOGGY  - DJ担当。
- YURI （市井由理） - ラップ担当。
- ROCK-Tee  - DJ担当。「DA.YO.NE」発売後の1995年に、EAST ENDを一時脱退（その後、2002年のEAST ENDの活動再開と共に復帰）。

## ディスコグラフィ
1stアルバム『denim-ed soul』はファイルレコード、その他の作品はEpic/Sony Recordsよりリリース。

### シングル
1. DA.YO.NE （1994年8月21日発売）
  - ジョージ・ベンソンの「Turn Your Love Around」をサンプリング。歌詞は、GAKUとライムスターのMummy-Dとの共作。カップリングは『素直に』。
2. MAICCA〜まいっか （1995年2月13日発売）
3. いい感じ やな感じ （1995年4月21日発売）
4. 何それ （1995年7月21日発売）
5. ね （1995年12月1日発売）
6. 日曜の朝の早起き （1996年5月22日発売）

### アルバム
| # | 発売日        | タイトル        | 規格 | 規格品番 | 備考 |
| - | ------------- | --------------- | ---- | -------- | --- |
| 1 | 1994年6月25日 | denim-ed soul   | CD   |          | - 4曲入り。ミニ・アルバム扱い。 1. Groovin（4:32） 2. BOOTS（5:25） 3. 素直に（5:56） 4. DA.YO.NE（6:39） |
| 2 | 1995年6月21日 | denim-ed soul 2 | CD   | ESCB1590 | - 初のフルアルバム。初回カラーケース（イエローグリーン）仕様。                                            |

### 映像作品
- denim-ed soul video （1995年7月21日発売）
  - VHSのみで発売。ミュージック・ビデオ集。

### ゲーム
- eexy life （PlayStation）

## 出演

### 音楽番組
- ポップジャム
- ミュージックステーション
- COUNT DOWN TV
- HEY!HEY!HEY!

### NHK紅白歌合戦出場歴
| 年度/放送回              | 回 | 曲目     | 出演順 | 対戦相手 |
| ------------------------ | -- | -------- | ------ | -------- |
| 1995年（平成7年）/第46回 | 初 | DA.YO.NE | 02/25  | trf      |

注意点
出演順は「出演順/出場者数」で表す。

### ラジオ
- オールナイトニッポン（火曜2部、1995年4月11日 - 1996年10月1日）

### CM
- 資生堂 ティセラ（1995年）
- 三菱自動車 パジェロジュニア（1995年）
- アサヒ飲料 さわやかぶどう（1995年）

## 書籍
- EAST END × YURI（1995年）
  - 人気絶頂期に出されたインタビューや写真、当時FUNKY GRAMMAR UNITの写真などの載せた公式本。